# Lord presidente del Consiglio
Nel Regno Unito Il lord presidente del Consiglio (in inglese Lord President of the Council) è il quarto dei Grandi ufficiali dello Stato, dopo il lord gran tesoriere (Lord High Treasurer) e prima del lord del sigillo privato (Lord Privy Seal).

## Funzioni
Il lord presidente del Consiglio partecipa al - ed è sua responsabilità presiedere agli incontri del - Consiglio privato di sua maestà, nei quali egli presenta argomenti richiedenti l'approvazione del monarca. In tempi moderni, colui che ricopre tale ruolo è, per convenzione, sempre un membro di una delle due Camere del Parlamento e possiede un posto nel Gabinetto di governo.
A un'incoronazione, il lord presidente del Consiglio è responsabile di portare la spada di Stato.
Dal 5 luglio 2024 lord presidente è Lucy Powell.

## Elenco
| Ritratto | Nominativo                               | Durata del mandato                | Governo                     |
| -------- | ---------------------------------------- | --------------------------------- | --------------------------- |
|          | Charles Brandon, I duca di Suffolk       | 1530–1545                         |                             |
|          | William Paulet, I marchese di Winchester | 1546 – 1550                       |                             |
|          | John Dudley, I duca di Northumberland    | 1550 – 1553                       |                             |
|          | ...                                      | ...                               | ...                         |
|          | Jacob Rees-Mogg                          | 24 luglio 2019 - 6 settembre 2022 | Governo Johnson II          |
|          | Penny Mordaunt                           | 6 settembre 2022 - 5 luglio 2024  | Governo Truss Governo Sunak |
|          | Lucy Powell                              | 5 luglio 2024 - in carica         | Governo Starmer             |